# Reprezentacja Portugalii na Mistrzostwach Świata w Wioślarstwie 2009
Reprezentacja Portugalii na Mistrzostwach Świata w Wioślarstwie 2009 liczyła 10 sportowców. Najlepszym wynikiem było 10. miejsce w dwójce podwójnej wagi lekkiej mężczyzn.

## Medale

### Złote medale
Brak

### Srebrne medale
Brak

### Brązowe medale
Brak

## Wyniki

### Konkurencje mężczyzn
- dwójka podwójna wagi lekkiej (LM2x): Pedro Fraga, Nuno Mendes – 10. miejsce
- czwórka bez sternika wagi lekkiej (LM4-): Rui Santos, Frederico Gaspar, Pedro Judice Costa, André Pereira Araújo – 19. miejsce

### Konkurencje kobiet
- dwójka bez sternika (W2-): Liuba Germanova, Antónia Germanova – 15. miejsce
- dwójka podwójna wagi lekkiej (LW2x): Carla Mendes, Janine Coelho – 14. miejsce